# Clint Eastwood

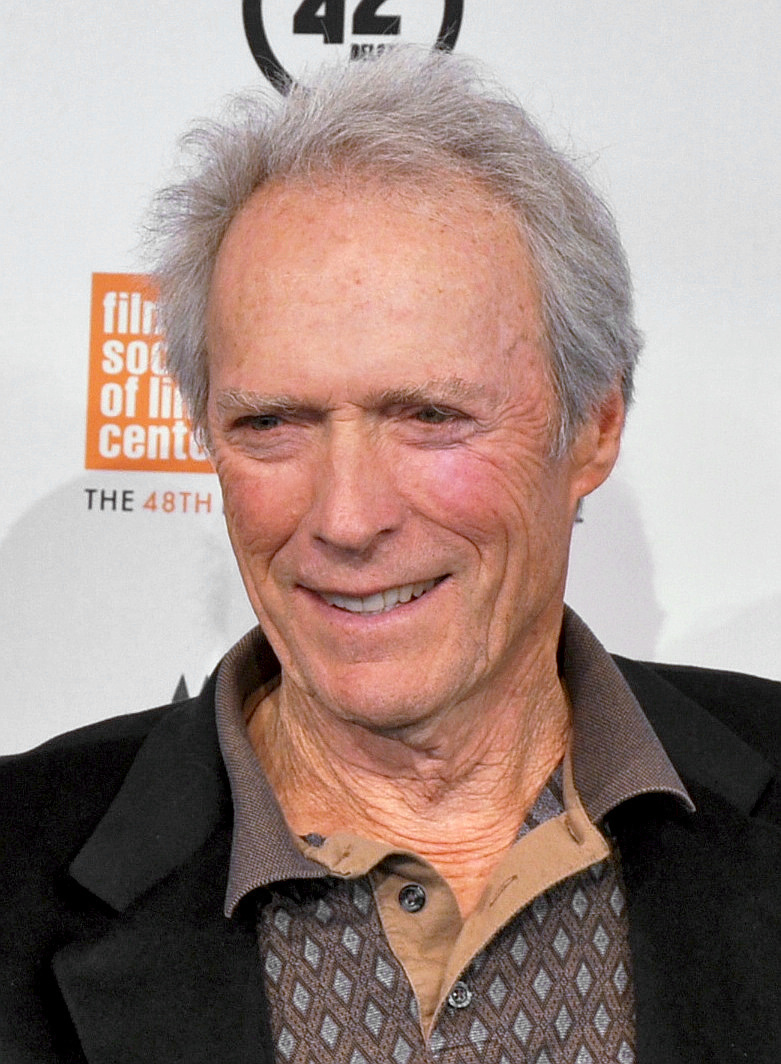
Clint Eastwood (2010)

Clinton „Clint“ Eastwood Jr. (* 31. Mai 1930 in San Francisco, Kalifornien) ist ein US-amerikanischer Schauspieler, Regisseur, Produzent, Filmkomponist und ehemaliger Politiker der Republikanischen Partei. Als wortkarger Western- und Actionheld avancierte er ab den 1960er-Jahren zu einem weltweit erfolgreichen Star; der fünffache Oscarpreisträger wurde darüber hinaus zu einem renommierten Filmregisseur und -produzenten und war auch gelegentlich als Sänger tätig.
Nachdem er 1959 durch die Westernserie Tausend Meilen Staub bekanntgeworden war, brachte ihm die Rolle des namenlosen Revolverhelden in der Dollar-Trilogie von Sergio Leone Mitte der 1960er-Jahre den internationalen Durchbruch. Die Rolle des hemdsärmeligen Polizisten Harry Callahan in der Filmreihe Dirty Harry verschaffte ihm weitere Popularität. Eastwood konnte sich ab den 1970er-Jahren mit Filmen wie Der Texaner, Die Brücken am Fluß, Gran Torino und American Sniper als Filmemacher etablieren.
Eastwood gewann mit dem Western Erbarmungslos (1992) und dem Sportdrama Million Dollar Baby (2004) den Oscar für die Beste Regie und den Besten Film. Mitunter, vornehmlich für seine eigenen Filme, komponiert er auch Filmmusik. Er lebt seit den 1960er Jahren in der Kleinstadt Carmel-by-the-Sea in Kalifornien, wo er sich auch für die lokale Politik engagiert und von 1986 bis 1988 Bürgermeister war.

## Jugend
Clint Eastwood wurde 1930 in San Francisco als Sohn des Buchhalters Clinton Eastwood Sr. (1906–1970) und dessen Ehefrau Margaret Ruth Runner (1909–2006) geboren. Er hat schottische, englische, irische und niederländische Vorfahren. Während der Depressionszeit war der Vater gezwungen, als Tankwart zu arbeiten; auf der Suche nach Arbeit zog er mit seiner Familie durchs Land. Eastwood lebte zeitweise bei seiner Großmutter, die in Sunol eine Hühnerfarm betrieb. Schließlich ließ sich die Familie in Oakland nieder. Eastwood, der als schüchtern und introvertiert galt, besuchte zehn verschiedene Schulen und brach 1948 das College ab. Er arbeitete unter anderem als Holzfäller, Heizer, Tankwart und Lagerarbeiter.
1951 wurde er ins Heer einberufen. Er hatte Glück und kam nicht nach Korea, sondern wurde nach Fort Ord in Kalifornien versetzt, wo er zwei Jahre lang als Schwimmlehrer tätig war. Beim Militär lernte er David Janssen kennen, den späteren Darsteller des Richard Kimble in der Serie Auf der Flucht. Janssen schlug dem gutaussehenden athletischen Eastwood vor, sich ebenfalls als Schauspieler in Hollywood zu versuchen.

## Familie

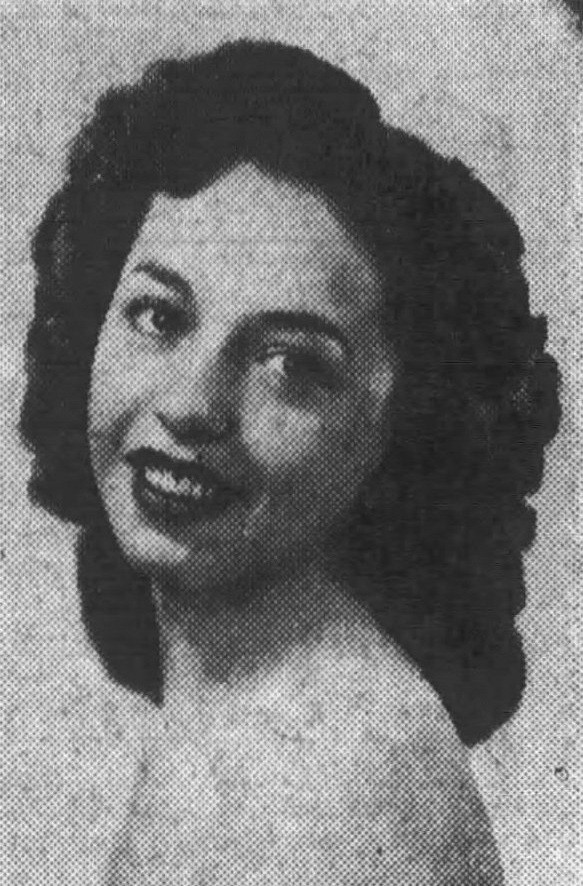
Roxanne Tunis, die Mutter einer der Töchter Eastwoods

Eastwood hat mindestens acht Kinder von sechs Frauen, von denen die Hälfte jahrzehntelang geheim gehalten wurde.
Am 19. Dezember 1953 heiratete er Margaret Neville Johnson, als er in Seattle bereits eine unbekannte Freundin hatte, die von ihm schwanger war. Die Freundin brachte 1954 Eastwoods erste Tochter zur Welt, die von Clyde und Helen Warren aus Seattle adoptiert wurde. Johnson stimmte einer offenen Ehe mit Eastwood zu, in deren Verlauf er eine außereheliche Affäre mit der Tänzerin Roxanne Tunis begann, mit der er 1964 eine weitere Tochter bekam. Die Affäre zwischen Tunis und Eastwood dauerte von 1959 bis 1973.
Schließlich bekam Eastwood zwei Kinder mit Johnson: Kyle (1968) und Alison (1972). Von 1975 bis 1989 lebte er mit der Schauspielerin Sondra Locke zusammen, die ab 1967 mit Gordon Leigh Anderson verheiratet war. Obwohl Locke vierzehn Jahre mit Eastwood verbrachte, blieb sie bis zu ihrem Tod im Alter von 74 Jahren im Jahr 2018 mit Anderson verheiratet. Eastwood ließ sich 1984 von Johnson scheiden, neun Jahre, nachdem er mit Locke zusammengelebt hatte. Das Paar arbeitete an sechs Filmen zusammen. In den letzten vier Jahren seines Zusammenlebens mit Locke hatte Eastwood eine Affäre mit der Flugbegleiterin Jacelyn Reeves, mit der er zwei Kinder bekam: Scott (1986) und eine Tochter (1988).
Von 1990 bis 1995 war er mit der Schauspielerin Frances Fisher zusammen, die er am Set von Pink Cadillac kennengelernt hatte. Die beiden bekamen 1993 eine Tochter, Francesca. Am 31. März 1996 heiratete er die Journalistin Dina Ruiz. Die beiden haben ebenfalls eine Tochter, die im selben Jahr geboren wurde. Im August 2013 trennten sie sich, und im Dezember 2014 ließen sie sich scheiden.

## Werk

### Nebenrollen und Fernsehserien
Mitte der 1950er Jahre absolvierte Eastwood Testaufnahmen bei Universal Pictures und bekam zunächst einen Halbjahresvertrag inklusive Schauspielunterricht. Ab 1955 trat er in Kleinstrollen auf und war unter anderem in dem Monsterfilm Die Rache des Ungeheuers (1955) als Laborassistent zu sehen. In Tarantula (1955) spielte er einen der Jetpiloten, die die mutierte Riesenspinne mit Napalm bekämpfen. Er erhielt nun auch kleinere Fernsehrollen.
1957 wurde sein Vertrag von Universal nicht verlängert, weshalb er gezwungen war, wieder als Schwimmlehrer zu arbeiten. Da seine Frau ernstlich erkrankte, kam er in finanzielle Schwierigkeiten. 1957 wurde er kurzzeitig von der Filmgesellschaft RKO Pictures unter Vertrag genommen, die sich jedoch bald darauf vom Filmgeschäft zurückzog. 1959 konnte er beim Fernsehen Fuß fassen und übernahm in der langlebigen Western-Serie Rawhide (in Deutschland: Tausend Meilen Staub oder Cowboys) neben Hauptdarsteller Eric Fleming die Rolle des Cowboys Rowdy Yates. Bis 1965 spielte er diese Rolle in 217 Folgen, verteilt auf acht Staffeln.

### Durchbruch im Italo-Western

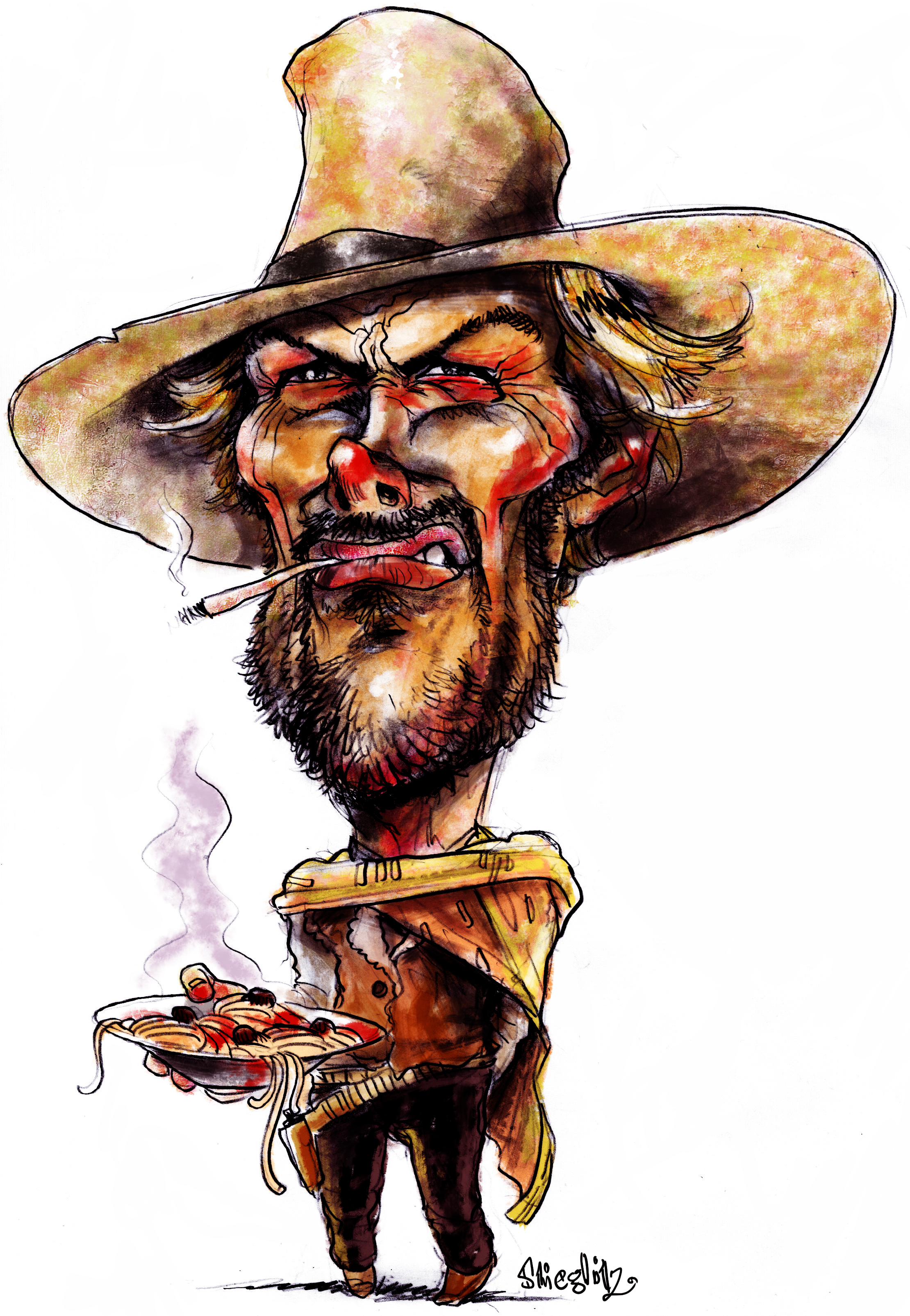
Clint Eastwood, Karikatur von Daniel Stieglitz: Der Teller mit Spaghetti spielt auf Eastwoods Durchbruch im Italowestern an.

1964 bereitete der italienische Regisseur Sergio Leone seinen Western Für eine Handvoll Dollar vor, ein Remake von Akira Kurosawas Yojimbo. Da er diesen Film mit einem geringen Budget realisieren musste, konnte er für die Hauptrolle keinen etablierten Hollywood-Star wie Henry Fonda oder James Coburn verpflichten. Auf der Suche nach einem bezahlbaren Ersatzmann wurde Leone auf den Fernsehschauspieler Eastwood aufmerksam, den er schließlich für 15.000 Dollar engagierte. Eastwood spielte in dem Film einen Abenteurer, der sich in einer Kleinstadt bei zwei verfeindeten Clans als Revolvermann verdingt, um beide gegeneinander auszuspielen.
Für eine Handvoll Dollar galt zunächst als obskur und wurde von den Kritikern entweder verrissen oder überhaupt nicht beachtet. Der Film entwickelte sich jedoch zu einem großen Kassenerfolg und löste die Italo-Western-Welle der 1960er Jahre aus, die mehrere hundert Filme hervorbrachte. In der Rolle des zynischen Fremden ohne Namen, der seinen Gegnern mit aufreizender Lässigkeit in einem Poncho gegenübertritt, avancierte Eastwood zu einer Ikone der Popkultur. Unzählige Westerndarsteller orientierten sich in den Folgejahren an dem von Eastwood und Leone geschaffenen Charaktertypus.
In dem Nachfolgefilm Für ein paar Dollar mehr (1965) trat der Schauspieler erneut als unrasierter Revolvermann in Erscheinung und spielte einen Kopfgeldjäger, der mit Lee van Cleef eine Verbrecherbande zur Strecke bringt. Der Erfolg des Films ermöglichte es Leone, 1966 den aufwändigen Western Zwei glorreiche Halunken zu realisieren. Eastwood war erneut als Kopfgeldjäger im Poncho zu sehen und jagte neben Lee van Cleef und Eli Wallach hinter einem Goldschatz her, der in den Wirren des Bürgerkriegs verlorengegangen war. Leones dritter Western wurde erneut zu einem Kassenerfolg und avancierte im Lauf der Jahrzehnte zu einem beliebten Kultfilm. In der Internet Movie Database (IMDb) rangiert er auf der Liste der besten Filme auf Platz 10 und gilt dort als bester Western aller Zeiten (Juli 2025).
Nach Zwei glorreiche Halunken galt die Beziehung von Leone und seinem Hauptdarsteller Eastwood als zerrüttet, weshalb der Regisseur für seinen nächsten Film Spiel mir das Lied vom Tod Charles Bronson als Hauptdarsteller engagierte. 1992 widmete Eastwood den von ihm inszenierten Western Erbarmungslos unter anderem Sergio Leone. Mit diesem Film, in dem er selbst auch die Hauptrolle spielte, gelang ihm sowohl eine Hommage an das Genre als auch eine kritische Auseinandersetzung und Abrechnung mit seinen Mythen und Verklärungen, also auch mit seiner eigenen erfolgreichen Rolle als Westernheld. Diese Leistung brachte Eastwood den Durchbruch in seiner zweiten Karriere als Filmregisseur.

### Erste Erfolge in Hollywood
Obwohl Eastwood durch seine Italowestern sehr populär geworden war, dauerte es einige Jahre, bis er auch in seinem Heimatland als Filmschauspieler Fuß fassen konnte. Der große Erfolg von Zwei glorreiche Halunken, der in den USA zum Kassenhit geworden war, ermöglichte es Eastwood schließlich, sich auch in Hollywood durchzusetzen.
1968 spielte er in dem Western Hängt ihn höher einen vermeintlichen Viehdieb, der seine Hinrichtung überlebt. Im selben Jahr begann er seine erfolgreiche Zusammenarbeit mit Regisseur Don Siegel und stellte in dem Actionkrimi Coogan’s großer Bluff einen Provinzsheriff dar, der in New York für Unruhe sorgt. Komödiantische Akzente setzte Eastwood auch in dem Western Ein Fressen für die Geier (1970), wo er als widerwilliger Beschützer einer vermeintlichen Nonne (Shirley MacLaine) agierte. In dem Westernmusical Westwärts zieht der Wind trat Eastwood 1969 neben Lee Marvin sogar als singender Goldsucher in Erscheinung.
Obwohl Eastwood Ende der 1960er Jahre bereits als Star etabliert war, überließ er die Hauptrolle in dem Kriegsfilm Agenten sterben einsam (1968) seinem Kollegen Richard Burton. Eastwood akzeptierte, weil ihm die Produzenten – die unbedingt einen amerikanischen Star in dem Film haben wollten – die für damalige Verhältnisse enorme Gage von 800.000 Dollar zahlten. In dem actionbetonten Streifen müssen Eastwood und Burton einen kriegswichtigen Auftrag hinter den Frontlinien erfüllen. Auch in Stoßtrupp Gold (1970) profilierte sich Eastwood als Actionheld im Zweiten Weltkrieg. Beide Filme waren an den Kinokassen sehr erfolgreich. 1967 gründete Eastwood die Filmproduktionsgesellschaft Malpaso Productions.

### Dirty Harryund die 1970er Jahre

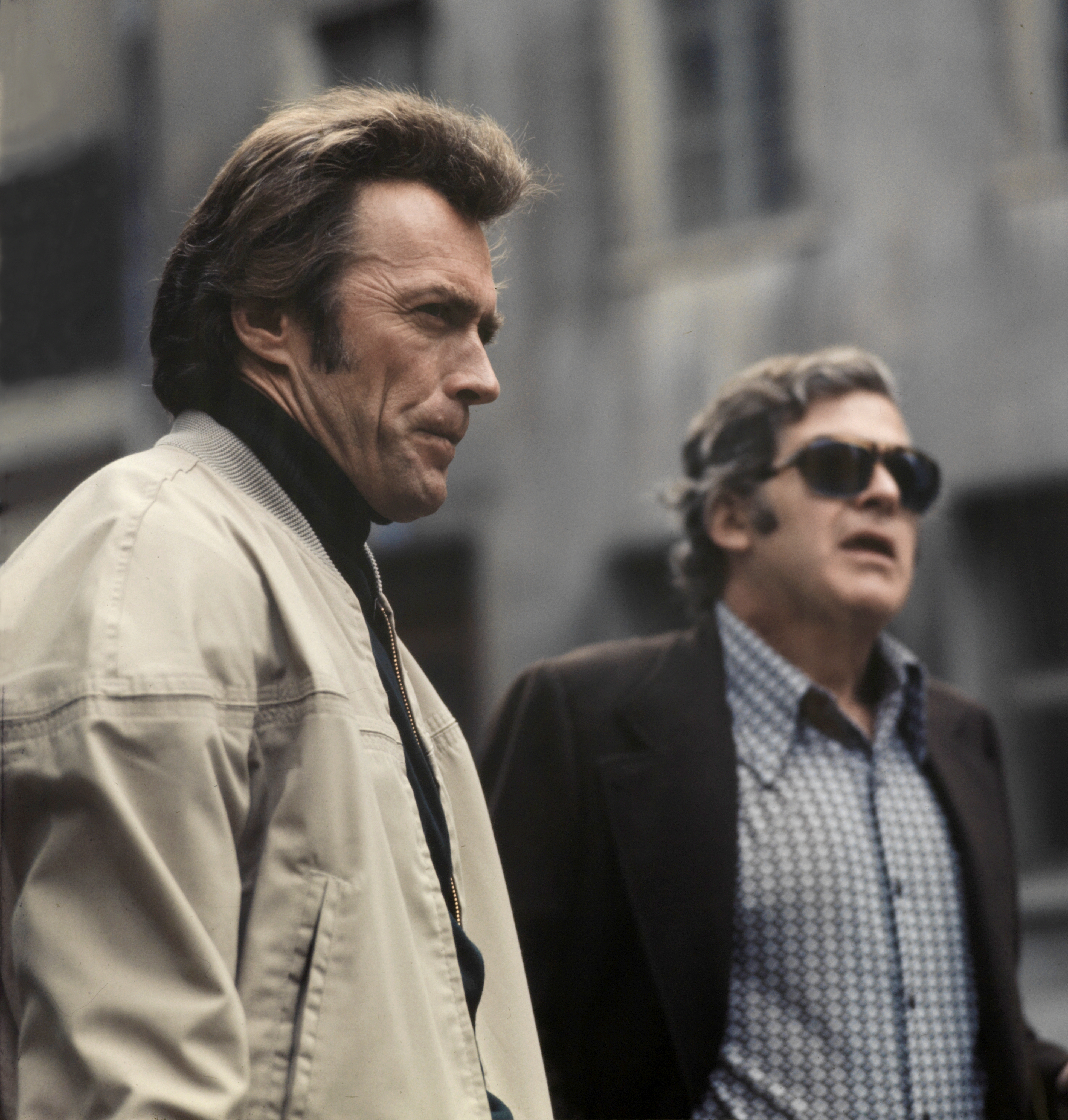
Dreharbeiten mit Clint Eastwood für den Film Im Auftrag des Drachen in Zürich (1974)

1971 gelang Eastwood in Hollywood der Durchbruch zum Superstar. Unter der Regie von Don Siegel spielte er die titelgebende Rolle des Polizeiinspektors Harry Callahan (Dirty Harry), der in San Francisco einen psychopathischen Serienmörder jagt. Der kontrovers diskutierte Film, in dem Eastwood mit zweifelhaften Methoden das Verbrechen bekämpft, wurde zu einem großen Erfolg und etablierte den Dirty-Harry-Charakter als neue Kultfigur. Allerdings war Eastwood keineswegs der Favorit für die Titelrolle gewesen, für die zunächst der berühmte Entertainer Frank Sinatra vorgesehen war. Nachdem dieser wegen einer Handverletzung ausgefallen war, waren zunächst noch Steve McQueen, Paul Newman und John Wayne für die Rolle im Gespräch gewesen.
Eastwood zählte nun jahrzehntelang zu den weltweit erfolgreichsten Filmschauspielern. Er war 1973 und 1976 erneut in der Rolle des Harry Callahan zu sehen und trat weiterhin in Actionfilmen (Die Letzten beißen die Hunde, 1974) und Western (Ein Fremder ohne Namen, 1973) auf. In der sehr erfolgreichen Actionkomödie Der Mann aus San Fernando (1978) hatte er einen unberechenbaren Orang-Utan zum Partner. Im Gefängnisthriller Flucht von Alcatraz spielte er 1979 zum letzten Mal unter der Regie von Don Siegel und stellte Frank Morris dar, den einzigen Häftling, dem wahrscheinlich die Flucht von der Gefängnisinsel Alcatraz gelang.
1971 debütierte Eastwood mit dem Psychothriller Sadistico als Filmregisseur. Er inszenierte danach unter anderem den Spätwestern Der Texaner (1975), in dem er als ehemaliger Farmer zu sehen ist, dessen Familie massakriert wurde und der auf der Suche nach Rache eine epische Odyssee durchlebt. Der Film gilt als Klassiker seines Genres. Eastwood inszenierte außerdem Actionfilme wie Im Auftrag des Drachen (1975) oder Der Mann, der niemals aufgibt (1977).

### Die 1980er Jahre

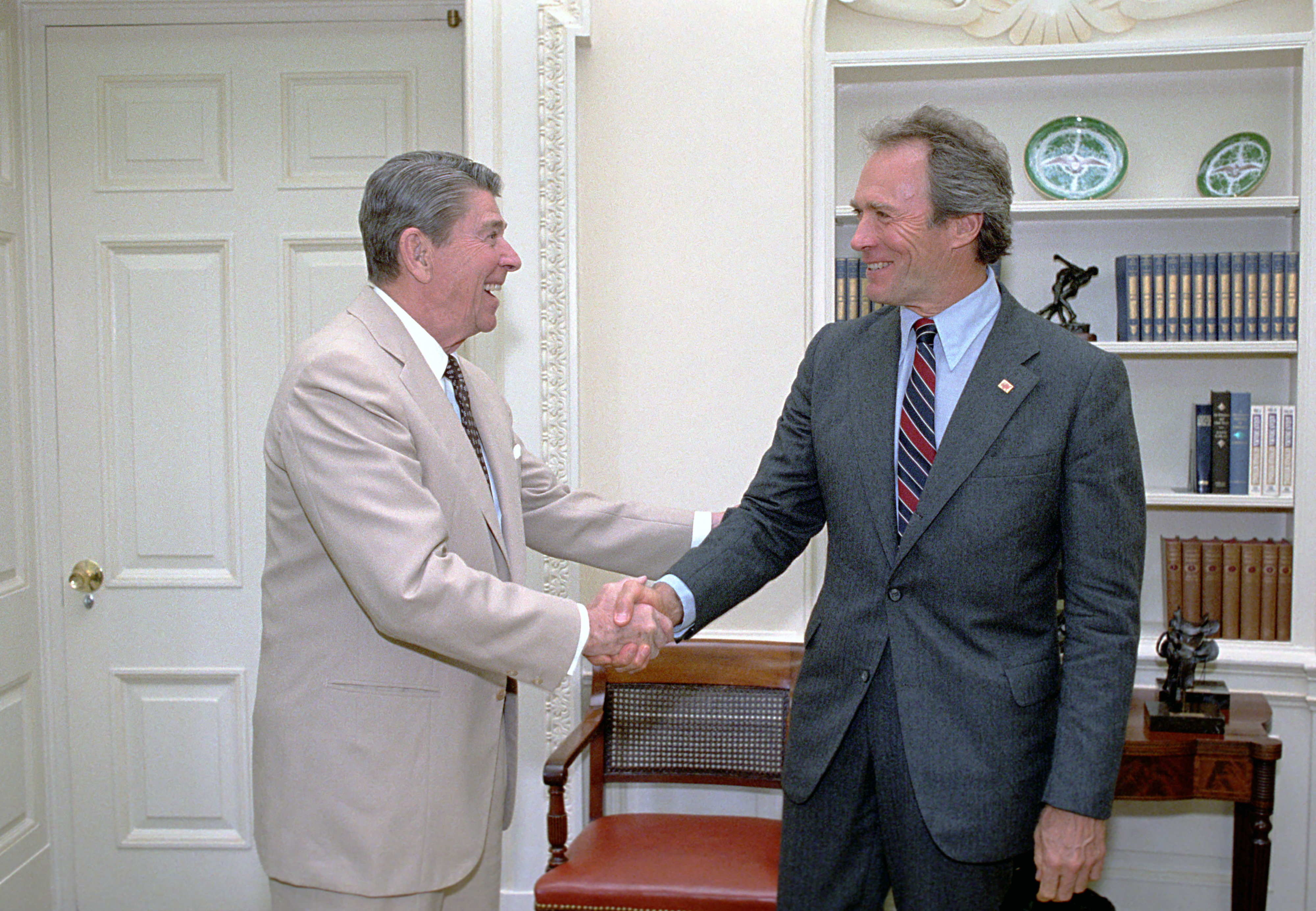
US-Präsident Ronald Reagan begrüßt Clint Eastwood im Weißen Haus (1987)

Auch in den 1980er Jahren war Eastwood – oft unter eigener Regie – in Western- und Actionfilmen zu sehen. Er spielte in Firefox (1982) einen US-Kampfjetpiloten, der einen sowjetischen Jet entführt. In dem Thriller Der Wolf hetzt die Meute (1984) jagte er einen Serienkiller in New Orleans (u. a. mit seiner damals zwölfjährigen Tochter Alison in einer der Hauptrollen). Im Western Pale Rider – Der namenlose Reiter (1985) trat er als mysteriöser Prediger auf, im Kriegsfilm Heartbreak Ridge als raubeiniger Sergeant der US-Marines (1986). Er war in zwei weiteren Dirty-Harry-Filmen zu sehen (1983 und 1988) und drehte Actionkomödien wie Mit Vollgas nach San Fernando (1980).
Als Filmregisseur war Eastwood während dieser Zeit zunehmend an künstlerisch ambitionierten Werken interessiert, die nicht auf ein Massenpublikum abzielten. Seine Erfolge als Action-Star gaben ihm die Freiheit, kleinere Filme wie Bronco Billy (1980) oder Honkytonk Man (1982) mit seinem Sohn Kyle und Alexa Kenin zu realisieren, in denen er den American Way of Life skeptisch reflektierte. Bird (1988), eine Filmbiographie über das Leben des legendären Jazzmusikers Charlie Parker, fand zwar nur ein kleines Publikum, wurde jedoch von der Kritik gelobt. Eastwood war zeitlebens ein großer Jazzfan und trägt seit 1980 gelegentlich als Komponist zu seinen Filmen bei. Seit den 1980er Jahren arbeitet er mit dem Filmeditor Joel Cox und der Kostümbildnerin Deborah Hopper zusammen. Ende der 1980er Jahre wurde Eastwood in Frankreich mit einem Ehren-César für sein Lebenswerk ausgezeichnet.

### Die 1990er Jahre: Erster Regie-Oscar fürErbarmungslos

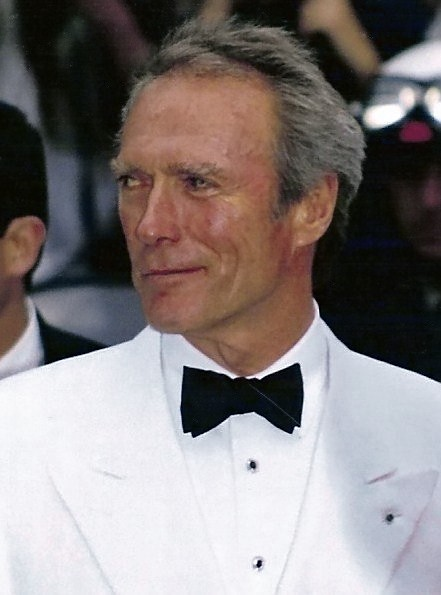
Clint Eastwood (1993)

Zwischen 1988 und 1990 drehte Eastwood in kurzer Folge mehrere Kassenflops: Das Todesspiel (1988), Pink Cadillac (1989), Weißer Jäger, schwarzes Herz (1990) und Rookie – Der Anfänger (1990). Dann gelang es ihm, seine Karriere wieder zu stabilisieren, auch weil er damit begann, sein Rollenspektrum zu erweitern und in oft selbstironischer Weise sein fortgeschrittenes Alter zu thematisieren. Seither war Eastwood regelmäßig in kommerziell erfolgreichen Filmen zu sehen.
1993 spielte er in dem Thriller In the Line of Fire – Die zweite Chance (Regie: Wolfgang Petersen) einen alternden Secret-Service-Agenten, der ein Attentat auf den US-Präsidenten vereitelt. Der Film wurde zum größten Kassenerfolg für Eastwood. 1992 war er unter eigener Regie in dem pessimistischen Spätwestern Erbarmungslos als ehemaliger Revolverheld zu sehen und konnte bei Kritik und Publikum einen überragenden Erfolg verbuchen. Eastwood erhielt als Regisseur und Produzent zwei Oscars. Für sein Werk als Filmproduzent wurde er 1994 mit dem Irving G. Thalberg Memorial Award ausgezeichnet.
Von 1993 bis 2008 stand er nur noch unter eigener Regie vor der Kamera. In dem Kriminaldrama Perfect World (1993) war er neben Kevin Costner als Texas Ranger zu sehen. 1995 trat der 65-Jährige in Die Brücken am Fluß als romantischer Liebhaber von Meryl Streep auf und fand in dieser ungewohnten Rolle großen Zuspruch beim Publikum. Die Bestsellerverfilmung war an den Kassen sehr erfolgreich. In der zweiten Hälfte der 1990er Jahre inszenierte er die Thriller Absolute Power (1997) und Ein wahres Verbrechen (1999), von denen letzterer einer seiner größten Kassenflops wurde. 1997 erhielt der Regisseur gute Kritiken für das künstlerisch ambitionierte Drama Mitternacht im Garten von Gut und Böse, das den Mord an einem Schwulen thematisierte. Im Februar 1996 erhielt er vom American Film Institute (AFI) den Life Achievement Award für sein Lebenswerk als Schauspieler, Regisseur und Produzent.

### Zweiter Regie-Oscar fürMillion Dollar Baby
Mit 70 Jahren führte Eastwood im Jahr 2000 bei dem komödiantischen Film Space Cowboys über vier alternde Astronauten Regie, die auf eine letzte Weltraummission geschickt werden. Auch dieser Film, in dem er neben den bekannten Altstars Donald Sutherland, Tommy Lee Jones und James Garner auftrat, war ein großer kommerzieller Erfolg. 2002 folgte seine weniger erfolgreiche Verfilmung des Thrillers Blood Work nach einem Roman von Michael Connelly, in dem er ebenfalls Regie führte und auch die Hauptrolle spielte. Eastwood arbeitete seitdem in zahlreichen weiteren Produktionen mit dem Kameramann Tom Stern zusammen.
2003 konnte er mit dem düsteren Drama Mystic River nach dem Roman von Dennis Lehane, bei dem er ebenfalls Regie führte, bei Kritik und Publikum einen Erfolg verbuchen.
2005 war er der große Gewinner der Oscar-Verleihung und erhielt für sein auch kommerziell sehr erfolgreiches Drama über eine Boxerin, Million Dollar Baby, seinen zweiten Regie-Oscar. Der Film wurde außerdem als Bester Film des Jahres ausgezeichnet, wobei Eastwood hier wie auch bei Erbarmungslos als Produzent einen weiteren Oscar erhielt. Außerdem gingen die Oscars für die beste Haupt- und für die beste Nebenrolle an Hilary Swank und Morgan Freeman. Im Jahr davor waren in gleicher Weise bereits Sean Penn und Tim Robbins für Mystic River ausgezeichnet worden.

### Seit 2006
2006 realisierte Eastwood ebenfalls ausschließlich als Regisseur zwei weitere ambitionierte Filmprojekte, indem er aus unterschiedlicher Perspektive zwei Filme über eine Schlacht im Pazifikkrieg drehte. Flags of Our Fathers schilderte dabei die Ereignisse aus amerikanischer Sicht, Letters from Iwo Jima aus der Perspektive der Japaner. Letzterer erhielt 2007 vier Oscar-Nominierungen.
2008 war er mit dem Spielfilm Der fremde Sohn im Wettbewerb der 61. Filmfestspielen von Cannes vertreten, womit er zum fünften Mal um die Goldene Palme konkurrierte. Dort erhielt er gemeinsam mit der französischen Schauspielerin Catherine Deneuve (für Un conte de Noël) einen Ehrenpreis. Ende Februar 2009 erhielt Eastwood in einer nicht öffentlichen Zeremonie in Paris die Goldene Palme von Cannes für sein Lebenswerk mit der Begründung, dass ihm wie keinem anderen die „Synthese des klassischen und des modernen amerikanischen Kinos“ gelungen wäre. Mit dem Filmdrama Gran Torino konnte er 2009 erneut einen großen Erfolg bei Kritik und Publikum verbuchen. Hierbei war er, neben der Regietätigkeit, nach einer längeren Pause auch wieder als Hauptdarsteller zu sehen.

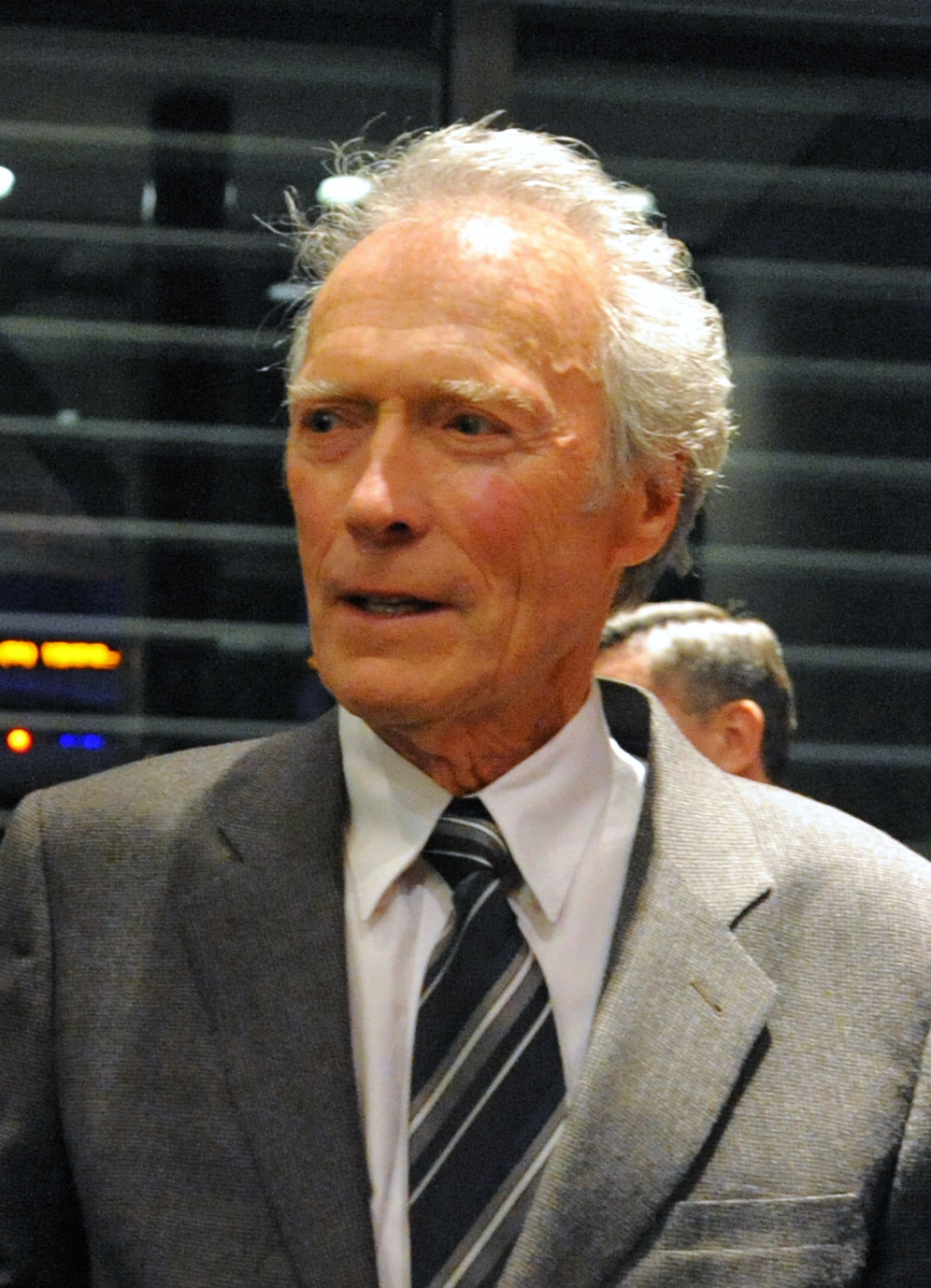
Clint Eastwood (2011)

Sein Film Invictus – Unbezwungen (2009), bei dem er als Regisseur und Produzent fungierte und für den er außerdem die Musik schrieb, beschreibt eine Episode aus Nelson Mandelas Leben. Nach der Befreiung aus 27-jähriger Gefangenschaft versucht Mandela, dargestellt von Morgan Freeman, als erster schwarzer Präsident Südafrika durch eine Rugby-Weltmeisterschaft zu mehr Ansehen und zur Gleichberechtigung zu verhelfen.
2012 trat Eastwood erstmals seit 19 Jahren wieder unter fremder Regie vor die Kamera und spielte in Back in the Game (Regie Robert Lorenz) einen alternden Baseball-Scout, der sich privat und beruflich neu orientieren muss. Im selben Jahr wurde er in die American Academy of Arts & Sciences aufgenommen. 2018 spielte er im Film The Mule die Hauptrolle, als seine Filmtochter sieht man seine Tochter Alison Eastwood. Clint Eastwood führte auch Regie und war an der Produktion beteiligt. 2021 spielte er in dem Film Cry Macho einen ehemaligen Rodeo-Star, der angeheuert wird, um einen jungen Mann in Mexiko zu seinem Vater in die USA zurückzubringen. Auch hier führte Clint Eastwood die Regie und war an der Produktion beteiligt.

### Überblick über Eastwoods Gesamtwerk
Stand: 2009 / bis einschließlich zu Invictus
Clint Eastwood hat seit 1964 in 45 Spielfilmen die Hauptrolle gespielt. Seit 1968 tauchte er 21 Mal auf der Liste der zehn kommerziell erfolgreichsten Schauspieler auf, die einmal jährlich von Quigley Publications erstellt wird. Nur John Wayne wurde noch öfter von der Quigley-Liste erfasst (25 Mal). Laut Quigley war er zwischen 1972 und 1993 (was die Gesamteinnahmen seiner Filme betrifft) der kommerziell erfolgreichste Schauspieler.
Eastwood ist der bis dato älteste Regisseur, der je einen Oscar für die beste Regie erhalten hat – er war 74 Jahre alt, als er den Preis für Million Dollar Baby gewann. Er ist außerdem der einzige Hollywood-Star, der sowohl als Regisseur als auch als Produzent zweimal mit diesem Preis ausgezeichnet wurde (Warren Beatty, Robert Redford, Mel Gibson und Kevin Costner erhielten den Preis bisher je einmal als Regisseur). Insgesamt erhielt er also vier Oscars. Als Regisseur ist Eastwood für seine effiziente Arbeitsweise bekannt und beendet Dreharbeiten häufig schneller als geplant und stets im Rahmen des vorgesehenen Budgets. 2006 sei er mit 76 Jahren „experimentierfreudiger als je zuvor“, stellte Franz Everschor im film-dienst fest.
Insgesamt waren bislang elf verschiedene Schauspieler (neben Eastwood selbst Morgan Freeman, Gene Hackman, Meryl Streep, Matt Damon, Hilary Swank, Marcia Gay Harden, Sean Penn, Tim Robbins, Angelina Jolie, Bradley Cooper) unter seiner Regie für einen Oscar nominiert, darunter Morgan Freeman dreimal und Eastwood selbst zweimal. Fünf Schauspieler erhielten unter Eastwoods Regie einen Oscar für Haupt- bzw. Nebenrollen, Gene Hackman 1993 für Erbarmungslos, Hilary Swank und Morgan Freeman 2005 für Million Dollar Baby sowie Tim Robbins und Sean Penn 2004 für Mystic River.
Seit 1971 hat Eastwood 41 Spielfilme inszeniert und war seit 1968 als Produzent oder Co-Produzent an 53 Film- und TV-Produktionen beteiligt. Seit 1964 war er an 33 Filmen als Soundtrackkomponist, Songwriter oder Sänger beteiligt. 2021 trat der 91-Jährige als Regisseur, Hauptdarsteller und Produzent des Films Cry Macho in Erscheinung. Eastwood zählt damit zu den weltweit ältesten aktiven Filmemachern. Beteiligte an den Dreharbeiten betonten mehrfach Eastwoods Ruhe und Unaufgeregtheit am Set. Juror #2 ist ein US-amerikanisches Gerichtsfilm, der am 1. November 2024 in die US-amerikanischen Kinos kam. Es handelt sich um den 41. Spielfilm von Eastwood als Regisseurs, der mit dem Werk seine langjährige Filmkarriere abschloss.

„Kein Schauspieler, Regisseur und Produzent nimmt in der amerikanischen Filmindustrie einen derart mythischen Rang ein, keiner ist seit drei Jahrzehnten derart erfolgreich und populär, und keiner hat sich in seinen Filmen so konstant und wirkungsvoll mit den Legenden und Mythen Amerikas auseinandergesetzt wie Clint Eastwood.“

### Der Schauspieler Eastwood
Clint Eastwood wurde im Lauf der Jahrzehnte zu einem der populärsten Stars weltweit und ist generationenübergreifend als Kultfigur und Ikone anerkannt. Der 1,93 Meter große Star mit den markanten Zügen entwickelte in der Rolle des schweigsamen Actionhelden große Anziehungskraft. Er ist dafür bekannt, mit unbewegter Miene zynische Einzeiler von sich zu geben („Make my Day“, „‚Do I feel lucky?‘ Well, do ya, punk?“).
Eastwoods Image des harten Revolverhelden wurde vor allem in den 1970er Jahren kontrovers diskutiert. Die einflussreiche Filmkritikerin Pauline Kael griff Eastwood regelmäßig scharf an und warf seinen Filmcharakteren eine reaktionäre und menschenverachtende Ideologie vor, was der Schauspieler vehement zurückwies. Im Lauf der Jahrzehnte und mit zunehmendem Alter wurden seine Rollengestaltungen deutlich sanfter und selbstironischer. Nur in Gran Torino, der als eine fulminante Abschiedsvorstellung gedacht war, spielt Eastwood eine verbitterte Figur von zynischer Ehrlichkeit und mit einer erbarmungslosen moralischen Überzeugung.

### Eastwood als Sänger
Mehrmals hat sich Eastwood auch als Sänger betätigt. Bereits zu Beginn seiner Karriere in den frühen 1960er Jahren nahm er wie viele junge aufstrebende Fernsehstars der Zeit Schallplatten auf, die sich vornehmlich an oftmals weibliche Teenager richteten. Die erste, eine Single namens Unknown Girl, erschien 1961. Dieser folgten zwei weitere – Rowdy (1962), für die seine Rolle in der Serie Tausend Meilen Staub (Originaltitel: Rawhide) titelgebend war, und For You, For Me, For Evermore – sowie 1963 eine Langspielplatte namens Rawhide’s Clint Eastwood Sings Cowboy Favorites, auf der auch Rowdy enthalten ist. 1969 interpretierte er in dem Western-Musicalfilm Westwärts zieht der Wind die Lieder Elisa, I Talk to the Trees, Gold Fever und Best Things (Duett mit Lee Marvin).
Für den Soundtrack von Bronco Billy (1980) sang Eastwood einige Lieder, z. B. Barroom Buddies mit Merle Haggard, und auf dem Soundtrack für Mit Vollgas nach San Fernando (1980) singt er Beers to You mit Ray Charles. 1981 wurde die Single Cowboy in a Three Piece Suit veröffentlicht. In seinem Film Honkytonk Man (1982) spielt Eastwood einen Country-Sänger und singt die Lieder darin selbst, unter anderem den Song Honkytonk Man. Auf dem Soundtrack zu Mitternacht im Garten von Gut und Böse (1997) singt er das Jazz-Stück Accentuate the Positive.
Ebenso hört man Eastwoods Stimme beim Abspann von Gran Torino (2008), wenn er den eigentlich von Jamie Cullum gesungenen Titelsong darbietet. Des Weiteren wirkte er an einigen Country-Alben wie Randy Travis’ Heroes and Friends (1990, Lied Smokin’ the Hive) mit. Auf T. G. Sheppards Hit-Single Make My Day für den Film Dirty Harry kommt zurück (1983) spricht er die bekannte Dirty-Harry-Zeile „Punk, go ahead, make my day“.

## Politik

### Politische Ansichten

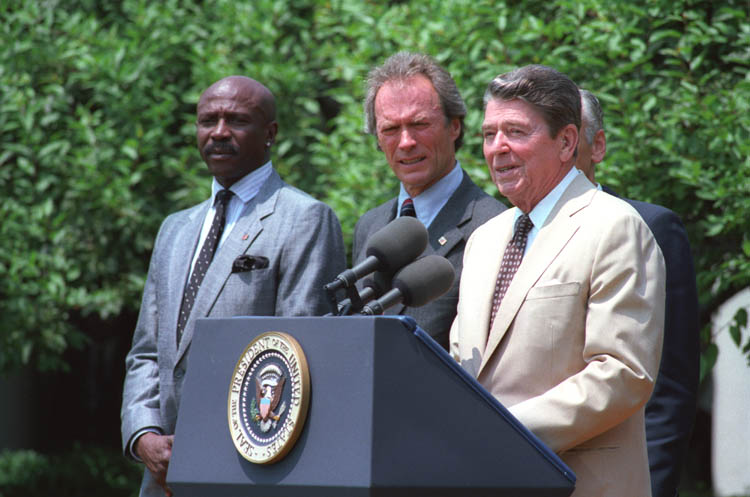
Eastwood mit Louis Gossett Jr. (links) und Präsident Ronald Reagan, 1987

Eastwood ist seit 1952 als Wähler für die Vorwahlen der Republikanischen Partei registriert. Seine politische Orientierung bezeichnete er in Interviews als libertär oder gemäßigt, wozu er sagte: „Ich glaube, ich war schon gesellschaftspolitisch links und wirtschaftspolitisch rechts, bevor das in Mode kam.“ sowie „Ich sehe mich nicht als konservativ, aber ich bin auch nicht ultra-links. […] Ich mag die libertäre Sichtweise, jeden in Ruhe zu lassen. Schon als Kind habe ich mich über Leute geärgert, die allen vorschreiben wollten, wie sie zu leben hätten.“ Er war und ist gegen die Beteiligung der Vereinigten Staaten an Kriegen in überseeischen Gebieten wie Korea, Vietnam, Irak und Afghanistan. Christopher Orr hielt 2012 fest, Eastwood habe zwar nach eigener Aussage nie einen demokratischen Präsidentschaftsbewerber gewählt, habe andererseits aber Ansichten, die nicht auf republikanischer Linie liegen: für das Recht auf Abtreibung und die Homo-Ehe und vor allen Dingen nachdrücklich für den Schutz der Umwelt.
Eastwood unterstützte unter anderem die republikanischen Präsidentschaftskandidaturen von Richard Nixon, John McCain und Mitt Romney, wenn auch eher durch einzelne Äußerungen als durch Wahlkampfauftritte. Er unterstützte aber auch demokratische Politiker wie den kalifornischen Gouverneur Gray Davis, für den er 2003 ein Spendendinner ausrichtete. Auf dem Parteitag der Republikanischen Partei zur US-Präsidentschaftswahl 2012 hielt er als Überraschungsgast eine kurze Rede und rief zur Wahl des republikanischen Kandidaten Mitt Romney auf. Dabei sprach Eastwood zu einem imaginären, auf einem leeren Stuhl neben ihm sitzenden US-Präsidenten Barack Obama, Romneys Gegenkandidaten. Er warf Obama unter anderem vor, nicht genug gegen die hohe Arbeitslosigkeit getan und seine Wahlversprechen nicht eingehalten zu haben, und fragte ihn, warum er so häufig das Flugzeug benutze, wo er doch gerne als Umweltschützer auftrete. Außerdem warf er ihm vor, für den Krieg in Afghanistan gewesen zu sein. Die Parteitagsdelegierten nahmen die Rede positiv auf. Viele Medien kommentierten die Rede kritisch; zum Beispiel nannte Der Spiegel die Rede einen „bizarren Auftritt“. US-amerikanische Medien nannten sie „weitschweifig“.
Vor der Präsidentschaftswahl des Jahres 2016 unterstützte er die Kandidatur Donald Trumps. Im Februar 2020 attackierte Eastwood Trump öffentlich; er schätze zwar manches an dessen Maßnahmen, die Politik in den USA sei jedoch „widerwärtig“ und die Innenpolitik „zu zankhaft“ geworden. Trump solle sich „auf vornehmere Weise verhalten, ohne zu twittern und die Leute zu beschimpfen“. Eastwood sprach sich für den Demokraten und ehemaligen New Yorker Bürgermeister Michael Bloomberg aus, den man ins Weiße Haus holen solle.

### Öffentliche Ämter und weitere Betätigungen
1986 wurde Eastwood in seinem Heimatort Carmel mit 72 % der abgegebenen Stimmen zum Bürgermeister gewählt. Er übte das Amt für eine Amtszeit bis 1988 aus. In dem Ort waren viele Dinge wie Straßenschilder und Telefonzellen verboten. Clint Eastwood löste ein Wahlversprechen ein, indem er den Verkauf von Speiseeis auf öffentlichem Grund wieder erlaubte.
Von 2001 bis 2008 war Eastwood Mitglied der California State Park and Recreation Commission. In dieser Position kämpfte er gegen den Ausbau der California State Route 241, die unter anderem durch den San Onofre State Beach gebaut werden sollte.
In Carmel betreibt Eastwood ein Hotel namens Mission Ranch, in dem unter anderem Pale Rider Ale, ein nach dem gleichnamigen Film Pale Rider benanntes Bier, verkauft wird. Der Erlös dieser Biermarke wird an gemeinnützige Einrichtungen gespendet.

## Filmografie (Auswahl)

### Als Darsteller
- 1955: Die Rache des Ungeheuers (Revenge of the Creature)
- 1955: Allen in Movieland (Fernsehfilm)
- 1955: Francis in the Navy
- 1955: Die nackte Geisel (Lady Godiva)
- 1955: Tarantula
- 1956: Klar Schiff zum Gefecht (Away All Boats)
- 1956: Highway Patrol (Fernsehserie, Episode 1x27)
- 1956: Noch heute sollst du hängen (Star in the Dust)
- 1956: Nur Du allein (Never Say Goodbye)
- 1956: The First Traveling Saleslady (The First Traveling Saleslady)
- 1956: Im Wilden Westen (TV-Serie)
- 1957: Verschollen in Japan (Escapade in Japan)
- 1958: Ambush at Cimarron Pass
- 1958: Lafayette Escadrille
- 1959: Maverick (Fernsehserie, Episode 2x19)
- 1959–1965: Tausend Meilen Staub (Rawhide, Fernsehserie, 217 Episoden)
- 1964: Für eine Handvoll Dollar (Per un pugno di dollari)
- 1965: Für ein paar Dollar mehr (Per qualche dollaro in più)
- 1966: Hexen von heute (Le Streghe)
- 1966: Zwei glorreiche Halunken (Il Buono, il brutto, il cattivo)
- 1968: Agenten sterben einsam (Where Eagles Dare)
- 1968: Coogans großer Bluff (Coogan’s Bluff)
- 1968: Hängt ihn höher (Hang ’Em High)
- 1969: Westwärts zieht der Wind (Paint Your Wagon)
- 1970: Ein Fressen für die Geier (Two Mules for Sister Sara)
- 1970: Stoßtrupp Gold (Kelly’s Heroes)
- 1971: Betrogen (The Beguiled)
- 1971: Sadistico (Play Misty for Me)
- 1971: Dirty Harry
- 1972: Sinola (Joe Kidd)
- 1973: Calahan (Magnum Force)
- 1973: Ein Fremder ohne Namen (High Plains Drifter)
- 1974: Die Letzten beißen die Hunde (Thunderbolt and Lightfoot)
- 1975: Der Texaner (The Outlaw Josey Wales)
- 1975: Im Auftrag des Drachen (The Eiger Sanction)
- 1976: Der Unerbittliche (The Enforcer)
- 1977: Der Mann, der niemals aufgibt (The Gauntlet)
- 1978: Der Mann aus San Fernando (Every Which Way But Loose)
- 1979: Flucht von Alcatraz (Escape from Alcatraz)
- 1980: Mit Vollgas nach San Fernando (Any Which Way You Can)
- 1980: Bronco Billy
- 1982: Firefox
- 1982: Honkytonk Man
- 1983: Dirty Harry kommt zurück (Sudden Impact)
- 1984: City Heat – Der Bulle und der Schnüffler (City Heat)
- 1984: Der Wolf hetzt die Meute (Tightrope)
- 1985: Pale Rider – Der namenlose Reiter (Pale Rider)
- 1986: Heartbreak Ridge
- 1988: Das Todesspiel (The Dead Pool)
- 1989: Pink Cadillac
- 1990: Rookie – Der Anfänger (The Rookie)
- 1990: Weißer Jäger, schwarzes Herz (White Hunter Black Heart)
- 1992: Erbarmungslos (Unforgiven)
- 1993: In the Line of Fire – Die zweite Chance (In the Line of Fire)
- 1993: Perfect World (A Perfect World)
- 1995: Die Brücken am Fluß (The Bridges of Madison County)
- 1997: Absolute Power
- 1999: Ein wahres Verbrechen (True Crime)
- 2000: Space Cowboys
- 2002: Blood Work
- 2004: Million Dollar Baby
- 2008: Gran Torino
- 2012: Back in the Game (Trouble with the Curve)
- 2018: The Mule
- 2021: Cry Macho

### Als Regisseur
| Platz | Film                     |
| ----- | ------------------------ |
| 010   | Zwei glorreiche Halunken |
| 132   | Für ein paar Dollar mehr |
| 150   | Erbarmungslos            |
| 179   | Gran Torino              |
| 180   | Million Dollar Baby      |

- 1971: Sadistico (Play Misty for Me)
- 1973: Begegnung am Vormittag (Breezy)
- 1973: Ein Fremder ohne Namen (High Plains Drifter)
- 1975: Der Texaner (The Outlaw Josey Wales)
- 1975: Im Auftrag des Drachen (The Eiger Sanction)
- 1977: Der Mann, der niemals aufgibt (The Gauntlet)
- 1980: Bronco Billy
- 1982: Firefox
- 1982: Honkytonk Man
- 1983: Dirty Harry kommt zurück (Sudden Impact)
- 1985: Pale Rider – Der namenlose Reiter (Pale Rider)
- 1986: Heartbreak Ridge
- 1988: Bird
- 1990: Rookie – Der Anfänger (The Rookie)
- 1990: Weißer Jäger, schwarzes Herz (White Hunter Black Heart)
- 1992: Erbarmungslos (Unforgiven)
- 1993: Perfect World (A Perfect World)
- 1995: Die Brücken am Fluß (The Bridges of Madison County)
- 1997: Mitternacht im Garten von Gut und Böse (Midnight in the Garden of Good and Evil)
- 1997: Absolute Power
- 1999: Ein wahres Verbrechen (True Crime)
- 2000: Space Cowboys
- 2002: Blood Work
- 2003: Mystic River
- 2003: Piano Blues
- 2004: Million Dollar Baby
- 2006: Flags of Our Fathers
- 2006: Letters from Iwo Jima
- 2008: Der fremde Sohn (Changeling)
- 2008: Gran Torino
- 2009: Invictus – Unbezwungen (Invictus)
- 2010: Hereafter – Das Leben danach (Hereafter)
- 2011: J. Edgar
- 2014: Jersey Boys
- 2014: American Sniper
- 2016: Sully
- 2018: 15:17 to Paris
- 2018: The Mule
- 2019: Der Fall Richard Jewell (Richard Jewell)
- 2021: Cry Macho
- 2024: Juror #2

### Als Produzent
- 1982: Firefox
- 1982: Honkytonk Man
- 1983: Dirty Harry kommt zurück (Sudden Impact)
- 1985: Pale Rider – Der namenlose Reiter (Pale Rider)
- 1986: Heartbreak Ridge
- 1988: Bird
- 1988: Thelonious Monk – Eine Jazzlegende (Thelonious Monk: Straight, No Chaser)
- 1990: Weißer Jäger, schwarzes Herz (White Hunter Black Heart)
- 1992: Erbarmungslos (Unforgiven)
- 1993: Perfect World (A Perfect World)
- 1995: Der wunderliche Mr. Cox (The Stars Fell on Henrietta)
- 1995: Die Brücken am Fluß (The Bridges of Madison County)
- 1997: Mitternacht im Garten von Gut und Böse (Midnight in the Garden of Good and Evil)
- 1997: Absolute Power
- 1999: Ein wahres Verbrechen (True Crime)
- 2000: Space Cowboys
- 2002: Blood Work
- 2003: Mystic River
- 2003: Piano Blues
- 2004: Million Dollar Baby
- 2006: Flags of Our Fathers
- 2006: Letters from Iwo Jima
- 2008: Der fremde Sohn (Changeling)
- 2008: Gran Torino
- 2009: Invictus – Unbezwungen (Invictus)
- 2010: Hereafter – Das Leben danach (Hereafter)
- 2011: J. Edgar
- 2012: Back in the Game (Trouble with the Curve)
- 2014: Jersey Boys
- 2014: American Sniper
- 2016: Sully
- 2018: 15:17 to Paris
- 2018: The Mule
- 2019: Der Fall Richard Jewell (Richard Jewell)
- 2021: Cry Macho
- 2024: Juror #2

### Als Komponist
- 2003: Mystic River
- 2004: Million Dollar Baby
- 2006: Flags of Our Fathers
- 2007: Die Zeit ohne Grace (Grace is Gone)
- 2008: Der fremde Sohn (Changeling)
- 2010: Hereafter – Das Leben danach (Hereafter)
- 2011: J. Edgar

## Deutsche Synchronisation
Von 1965 (Für eine Handvoll Dollar) bis 2000 (Space Cowboys) war Eastwoods deutsche Standardstimme Klaus Kindler. In Abwesenheit vertraten ihn beispielsweise Gert Günther Hoffmann (u. a. in Zwei glorreiche Halunken und in Hängt ihn höher) oder Rolf Schult (u. a. in Ein Fressen für die Geier und in Dirty Harry). Nach Kindlers Tod 2001 bestimmte Eastwood selbst den Sprecher Joachim Höppner, der durch viele Dokumentationen, das Wissensmagazin Galileo und als Sprecher des Gandalf in der Herr-der-Ringe-Trilogie bekannt war, zu dessen Nachfolger. Dieser konnte Eastwood nur in zwei Filmen synchronisieren, da er 2006 an einem Herzinfarkt starb. Bei Gran Torino war, nachdem Fred Maire den Trailer gesprochen hatte, Jochen Striebeck Eastwoods deutsche Stimme. Dieser ist seitdem Eastwoods aktuelle Synchronstimme.

## Auszeichnungen

### Oscars

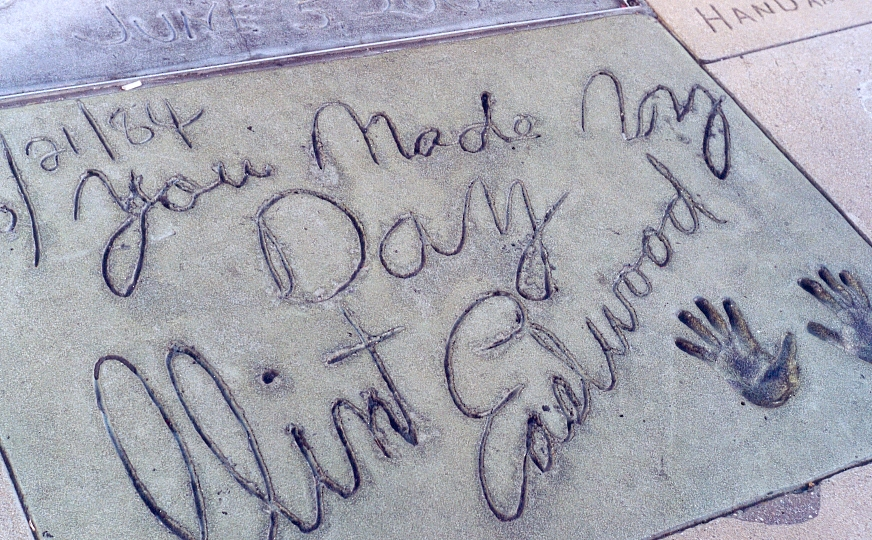
Eastwoods Abdrücke vor dem Grauman’s Chinese Theatre

#### Prämierungen
- 1993: für die beste Regie (Erbarmungslos)
- 1993: für den besten Film (Erbarmungslos)
- 1995: Irving G. Thalberg Memorial Award
- 2005: für die beste Regie (Million Dollar Baby)
- 2005: für den besten Film (Million Dollar Baby) gemeinsam mit Albert S. Ruddy und Tom Rosenberg

#### Nominierungen
- 1993: als bester Hauptdarsteller (Erbarmungslos)
- 2004: für die beste Regie (Mystic River)
- 2004: für den besten Film (Mystic River)
- 2005: als bester Hauptdarsteller (Million Dollar Baby)
- 2007: für den besten Film (Letters from Iwo Jima)
- 2007: für die beste Regie (Letters from Iwo Jima)
- 2015: für den besten Film (American Sniper)

### Golden Globes

#### Prämierungen
- 1971: für den männlichen Welt-Film-Favoriten
- 1988: Cecil B. DeMille Award
- 1989: für die beste Regie (Bird)
- 1992: für die beste Regie (Erbarmungslos)
- 2004: für die beste Regie (Million Dollar Baby)
- 2007: für den besten fremdsprachigen Film (Letters from Iwo Jima)

#### Nominierungen
- 1993: für den besten Spielfilm – Drama (Erbarmungslos)
- 1995: für den besten Spielfilm – Drama (Die Brücken am Fluß)
- 2004: für die beste Regie (Mystic River)
- 2004: für den besten Spielfilm – Drama (Mystic River)
- 2005: für den besten Spielfilm – Drama (Million Dollar Baby)
- 2005: für die beste Filmmusik (Million Dollar baby)
- 2007: für die beste Regie (Flags of Our Fathers)
- 2007: für die beste Regie (Letters from Iwo Jima)
- 2008: für die beste Filmmusik (Grace is gone)
- 2008: für den besten Song (Grace is gone)
- 2009: für die beste Filmmusik (Der fremde Sohn)
- 2009: für den besten Song (Gran Torino)

### Weitere Auszeichnungen
- 2007: Berlinale Kamera

National Board of Review
- 2003: für den besten Film (Mystic River)
- 2006: für den besten Film (Letters from Iwo Jima)
- 2008: für den besten Hauptdarsteller (Gran Torino)
- 2009: für die beste Regie (Invictus – Unbezwungen)

Cannes Film Festival
- 2003: Golden Coach für Mystic River
- 2008: Ehrenpreis für Der fremde Sohn

César
- 1998: Ehren-César
- 2003: César für den besten ausländischen Film (Mystic River)
- 2004: César für den besten ausländischen Film (Million Dollar Baby)
- 2010: César für den besten ausländischen Film (Gran Torino)

Venedig Film Festival
- 2000: Career Golden Lion
- 2002: Future Film Festival Digital Award für Blood Work

American Film Institute
- 1996: AFI Life Achievement Award

Hamburg Film Festival
- 1995: Douglas Sirk Award

Jupiter
- 2006: für Million Dollar Baby
  - Bester Regisseur international
  - Bester Film international

Goldene Kamera
- 2009: für sein Lebenswerk

Screen Actors Guild
- 2002: Screen Actors Guild Life Achievement Award

National Medal of Arts
- 2009: In Abwesenheit wird ihm durch Barack Obama die National Medal of Arts 2009 verliehen.

Französische Ehrenlegion
- 2007: Ritter der Ehrenlegion, Ernennung durch Frankreichs Staatspräsident Jacques Chirac in Paris
- 2009: Kommandeur der Ehrenlegion, Beförderung durch Chiracs Nachfolger Nicolas Sarkozy

Orden der Aufgehenden Sonne
- 2009: Mittlerer Orden der Aufgehenden Sonne am Band

## Dokumentarfilm
- Clélia Cohen (Regie): Clint Eastwood – Der Letzte seiner Art (Clint Eastwood, la dernière légende), Frankreich 2022